# Gáspár György (képzőművész)
Gáspár György (Pécs, 1976. augusztus 3.–) Ferenczy Noémi-díjas magyar képzőművész. A szobrászat területén alkot, műveit a dekonstrukció jellemzi, ugyanakkor témáit populáris témákból meríti, általában sorozatokban alkot. 

## Élete
1997-1998 között tanulmányokat folytatott a Kaposvári Művészeti Szakközépiskolában. Itt ismerkedett meg Sigmond Géza üvegművésszel aki mestere volt és nagy hatást gyakorolt rá. 1998-2003 között a Magyar Iparművészeti Egyetemen szilikát tanszékén tanult és szerzett diplomát. 2002-ben egy szemesztert a dániai Designskolen Kolding-ban töltött el ahol az üveg különböző öntési technikáit tanulmányozta. Diplomaszerzés  után néhány évvel visszakerült az oktatásba, önálló művészeti tevékenysége mellett jelenleg is tanít.
2012-ben feleségül vette egykori tanítványát és kollégáját Kóródi Zsuzsannát aki szintén művész, azóta is közös műteremben alkotnak. 

## Művészete
"Gáspár György egyedi helyet tölt be a kortárs magyar képzőművészetben: egyrészt merészen kísérletezik a tradicionális hazai üvegformálástól eltérő eljárásokkal, a casting technikától kezdve egészen az üveglapok laminálására és precíz tömbbé alakítására épülő módszerekig, másrészt ez a folyamat magától értetődően párosul nála a kutatói tevékenységgel.
Gáspár tudatos, minden tárgy esetében más tematikára épülő, de elsődlegesen a dekonstrukció elveit szem előtt tartó gondolkodásmódja az évek során eljutott a konkréttól az általánosig. Így az alkotó egy sokkal tágabb geometrikus absztrakt vizuális nyelvvel játszik, amelyben evidens módon közli, hogy a művész célja az üveg iparművészeti megközelítésével szemben annak építészeti és szobrászati használata. Végeredményben az egymással kiegyensúlyozott új technikai megoldások és a dekonstrukcióra épülő koncepciók révén egy nemzetközi szinten is eredeti alkotótevékenység kialakulásának lehetünk tanúi." 

## Oktatás
-2005 Moholy- Nagy Művészeti Egyetem (MOME) üvegszak tanársegéd
-2010 Moholy- Nagy Művészeti Egyetem (MOME) üvegszak adjunktus
-2010 Moholy- Nagy Művészeti Egyetem (MOME) Tárgyalkotó Tanszék, Tanszék Vezető Helyettes
-2012 Pilchuck Glass School, Free Geometry, kurzusvezető, Stanwood, Washington, USA
-2015 Pilchuck Glass School, New colors of geometry, kurzusvezető, Stanwood, Washington, USA
-2017 Pécsi Tudományegyetem, Művészeti Kar, (PTE MK) adjunktus

## Gyűjteményekben
- (2004) Museum Fascinacion Glas-Kunst, Németország, Öhringen, Line IV.
- (2009) Magyar Iparművészeti Múzeum, Budapest, Hello Däniken I.
- (2010) Rippl – Rónai Múzeum, Kaposvár
- (2010) KOGART, Budapest
- 2012 MUDAC, Musée de Design et D’Arts Appliqués Contemporains, Svájc, Lausanne, Hello Cern
- 2012 Sir Elton John Art Collection
- 2014 Kortárs Kerámiaművészetért Alapítvány, Fission Zone
- 2014 Corning Museum of Glass, Lightspeed
- 2015 Veszprémi Laczkó Dezső Múzeum, White Hole
- 2017 Ernsting Museum, Lette, Németország, Pause II.